# Wereldkampioenschappen beachvolleybal 2015
De wereldkampioenschappen beachvolleybal 2015 werden van 26 juni tot en met 5 juli gehouden in Nederland. De FIVB organiseerde het evenement en de beachvolleyballers speelden in vier steden, namelijk Den Haag, Amsterdam, Apeldoorn en Rotterdam met elk een tijdelijk stadion.

## Opzet
Aan het mannen- en het vrouwentoernooi deden elk 48 teams mee, dus 96 teams in totaal. De 48 teams per toernooi waren in twaalf poules van vier verdeeld, waaruit de nummers één en twee van elke poule door gingen naar de zestiende finales, evenals de acht beste nummers drie. Vanaf de laatste 32 werd gespeeld via het knock-outsysteem.
In totaal zijn er 208 wedstrijden gespeeld verspreid over vier speelsteden. In alle steden speelde men poulewedstrijden, zestiende, achtste en kwartfinales, maar de openingswedstrijd, de halve finales en de finale zijn alleen in Den Haag gespeeld. Het was de eerste keer dat men de wereldkampioenschappen in vier steden hield.

## Speellocaties
Het hoofdstadion lag in Den Haag op pontons in de Hofvijver voor het Binnenhof en heeft ruimte geboden aan 5.500 toeschouwers. Amsterdam, Apeldoorn en Rotterdam beschikten over stadions voor 2.000 mensen. In Amsterdam speelden de teams op de Dam voor het Paleis op de Dam, in Apeldoorn op het Marktplein voor het stadhuis en in Rotterdam op de kade voor de SS Rotterdam, waar ook accommodaties voor spelers en begeleiders waren gevestigd en een perscentrum.

Speellocaties
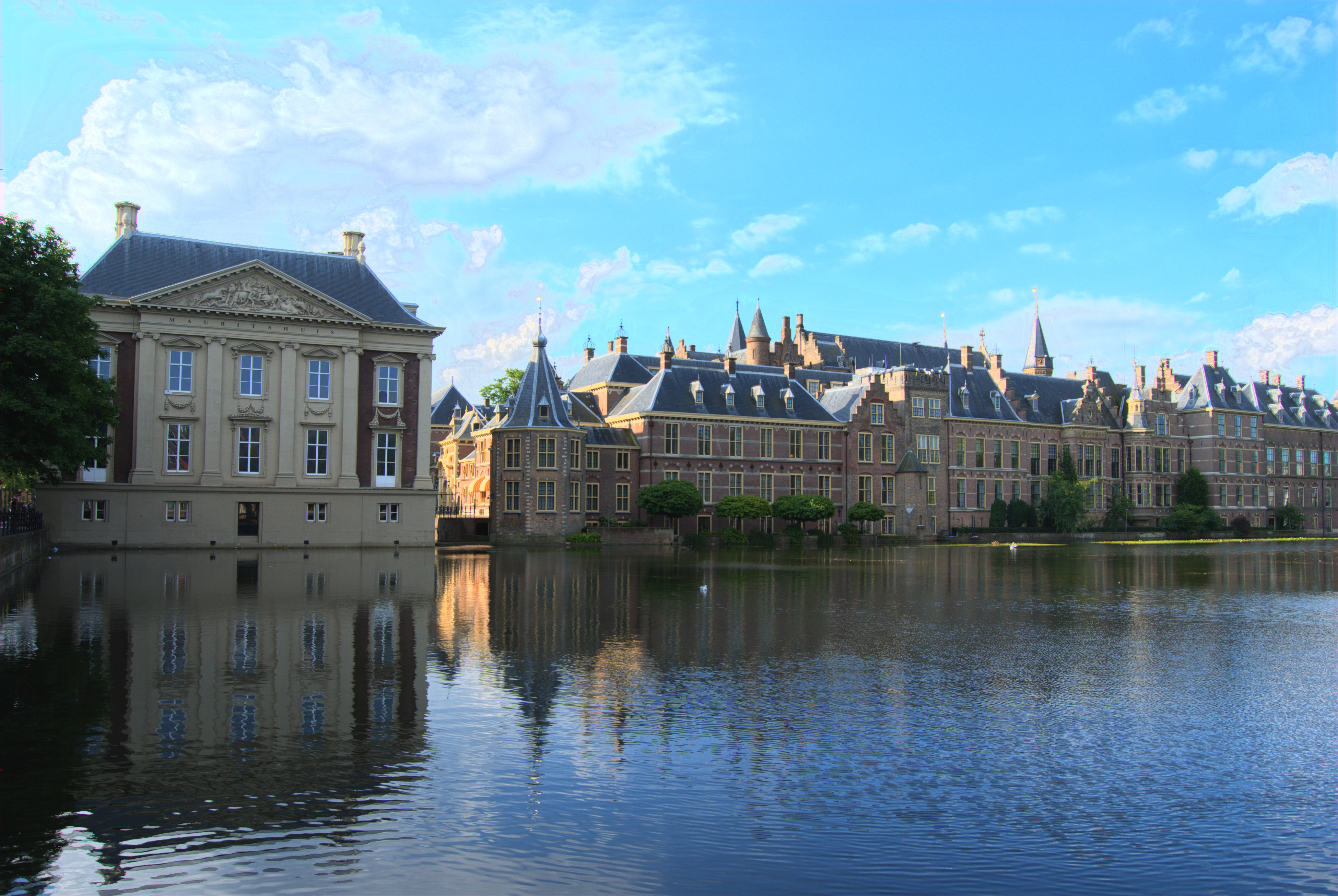
Den Haag: het Binnenhof met op de voorgrond de Hofvijver
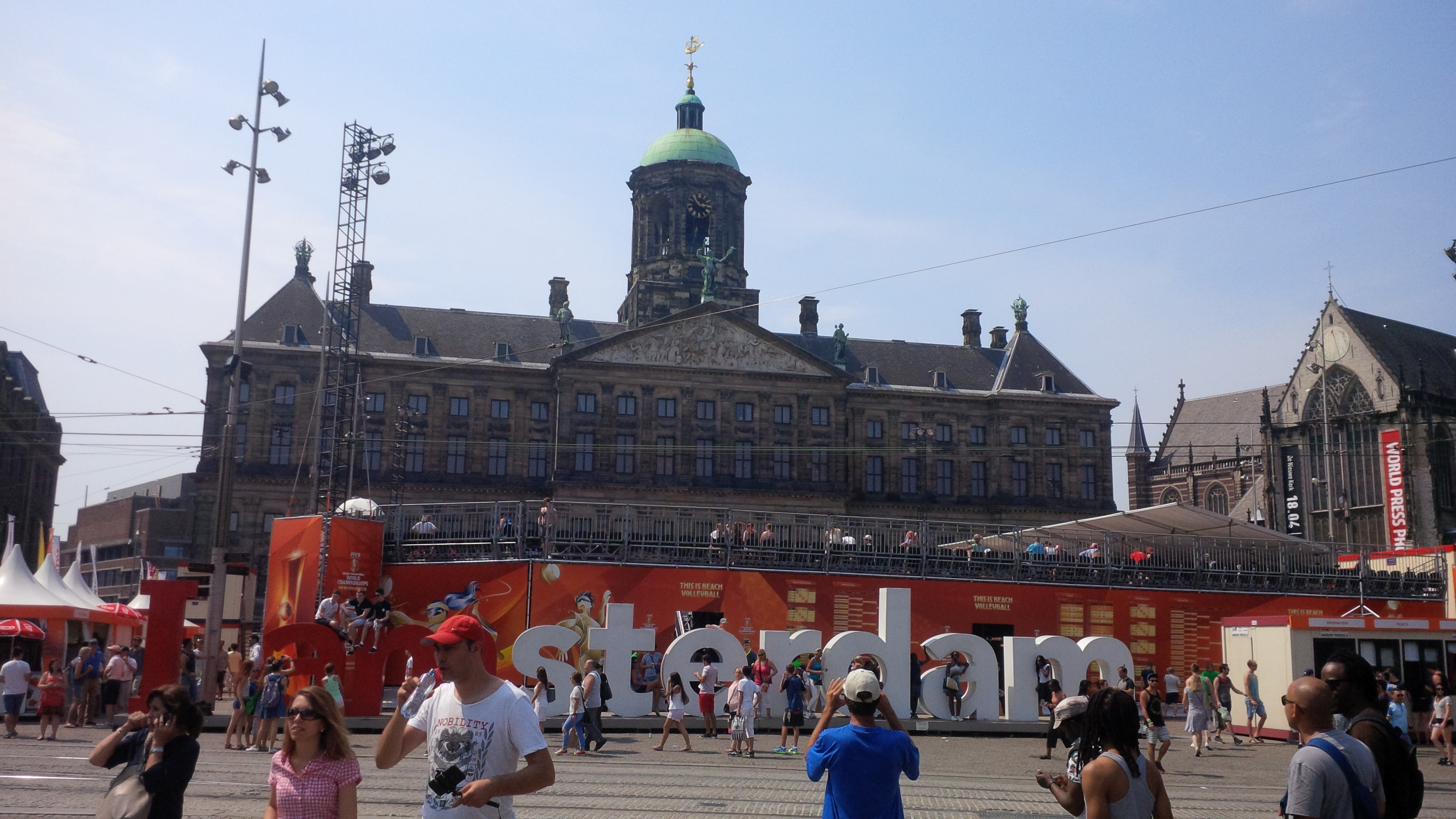
Amsterdam: de Dam met het Paleis op de Dam en het beachvolleybalstadion
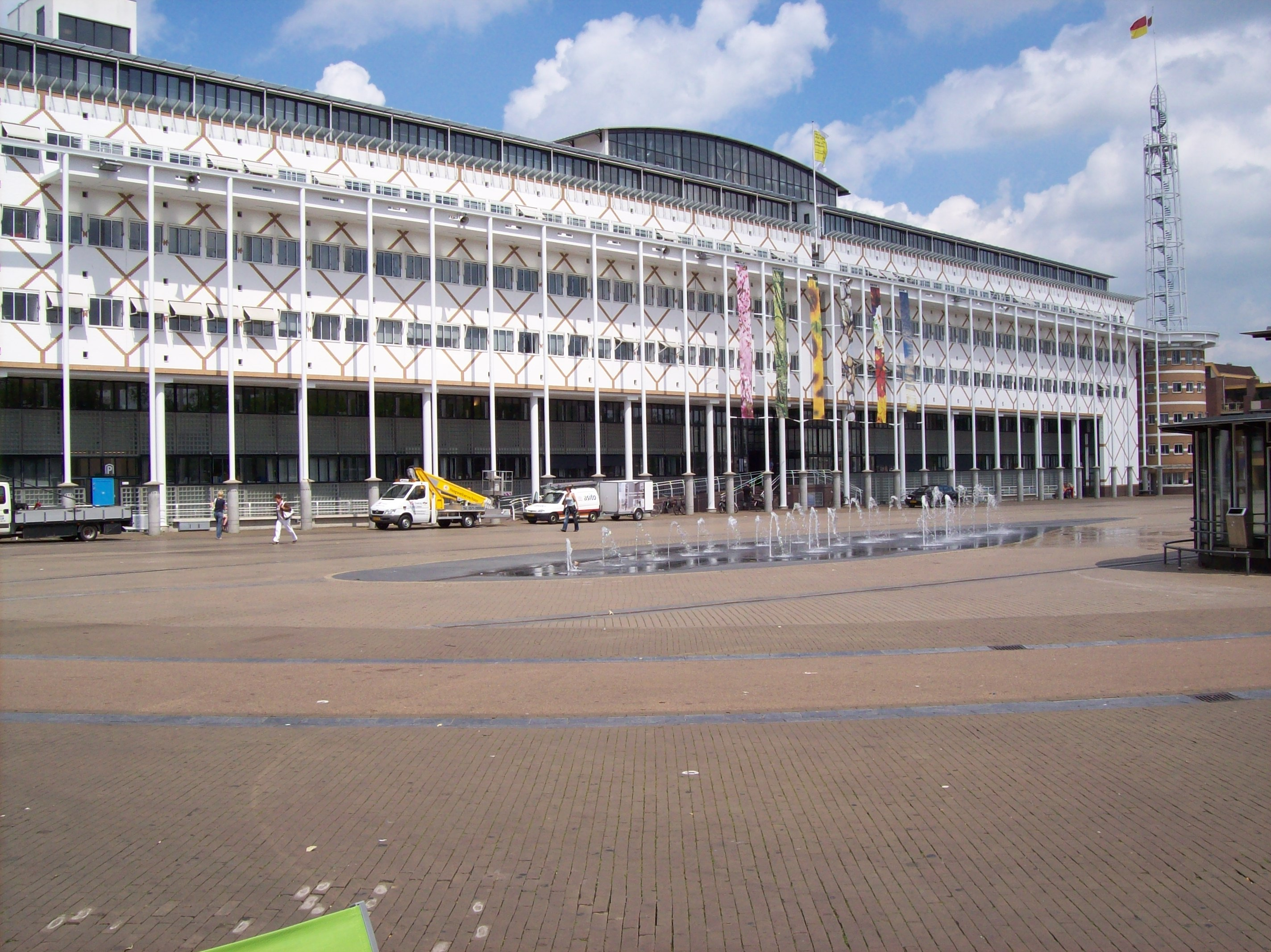
Apeldoorn: het stadhuis aan het Marktplein
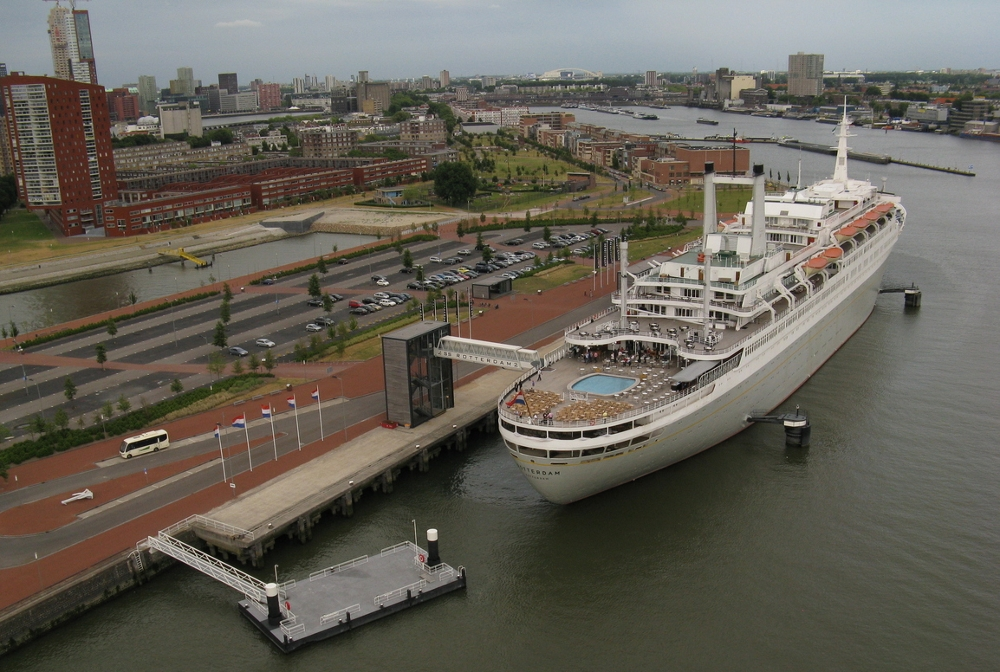
Rotterdam: de SS Rotterdam aan de kade

## Medailles

### Medaillewinnaars
| Onderdeel | Goud | Goud                               | Zilver | Zilver                                  | Brons | Brons                                       |
| --------- | ---- | ---------------------------------- | ------ | --------------------------------------- | ----- | ------------------------------------------- |
| Mannen    | BRA  | Alison Cerutti Bruno Oscar Schmidt | NED    | Reinder Nummerdor Christiaan Varenhorst | BRA   | Pedro Solberg Evandro Gonçalves             |
| Vrouwen   | BRA  | Bárbara Seixas Agatha Bednarczuk   | BRA    | Taiana Lima Fernanda Alves              | BRA   | Maria Antonelli Juliana Felisberta da Silva |

### Medaillespiegel
| Plaats | Land      | Goud | Zilver | Brons | Totaal |
| 1      | Brazilië  | 2    | 1      | 2     | 5      |
| 2      | Nederland | 0    | 1      | 0     | 1      |
| Totaal | Totaal    | 2    | 2      | 2     | 6      |

## Organisatie
De organisatie ontving een subsidie van € 2.431.991 van het Ministerie van VWS, in het kader van de subsidieregeling van topsportevenementen.